# Suite n. 2 (Rachmaninov)
La Suite n. 2 in do maggiore, Op. 17 è una composizione per due pianoforti di Sergej Vasil'evič Rachmaninov.

## Storia della composizione
La suite fu composta in Italia nei primi mesi del 1901. Assieme al secondo concerto per pianoforte, sancì il ritorno della creatività di Rachmaninov, dopo quattro anni improduttivi, causati dal fiasco della sua prima sinfonia. L'opera fu eseguita per la prima volta il 24 novembre 1901 dal compositore stesso e dal cugino Aleksandr Ziloti. All'inizio degli anni 1940, a Los Angeles, poco prima della sua morte, Rachmaninov si trovava ad una festa con Vladimir Horowitz, e i due eseguirono assieme la suite, per la prima ed unica volta. Lee Hoiby creò un arrangiamento della suite n. 2 per pianoforte ed orchestra